# Giovanni Burgio
Giovanni Burgio (Caltagirone, 1405 – aldaar, 16 januari 1469) was een hoogleraar geneeskunde, burgemeester en prelaat in de koninkrijken Napels en Sicilië. Beide landen waren deel van de Kroon van Aragon en tijdens Burgio’s leven geregeerd door koning Alfons V, bijgenaamd de Grootmoedige.

## Levensloop

### Medicus
Burgio stamde af van een patriciërsgeslacht in Caltogirone, een stad in het koninkrijk Sicilië. Hij studeerde geneeskunde aan een of meerdere universiteiten op het Italiaanse vasteland; de bronnen geven hier met hiaten. Feit is dat hij aan de universiteit van Padua een medisch examen aflegde in het jaar 1438; hij bezat toen de academische graden van doctor in de artes liberales en licentiaat in de geneeskunde. Van 1440 tot 1442 had Burgio een leerstoel geneeskunde aan de universiteit van Siena. In 1448 dook hij op aan de universiteit van Catania voor de lessen filosofie en in 1449 was hij terug in Siena aan de faculteit geneeskunde.

### Gezant van Caltagirone
In parallel met zijn academische carrière in de jaren 1440-1450 was hij politiek actief in zijn geboortestad Caltagirone. Zo werd Burgio raadslid of Giurato della Città di Caltagirone, een eer die enkel voor patriciërs was weggelegd. In het jaar 1445 was hij burgemeester. De senaat van Caltagirone stuurde Burgio in 1445 naar de Aragonese onderkoning van Sicilië Ximénez de Urrea. Burgio overhaalde de onderkoning om te stoppen met belastingen te innen in Caltagirone, een activiteit die de onderkoning nochtans rechtmatig had gekocht. Het stadsbestuur betaalde méér belastingen aan de onderkoning en in ruil bepaalde deze dat het belastingkantoor in Caltagirone voortaan enkel bemand mocht zijn met lokale ambtenaren. Burgio werd gerespecteerd om zijn inzet voor het stadsbestuur.
In 1447 stuurde de senaat van Burgio hem naar koning Alfonso V. De koning had zijn hof geïnstalleerd in Gaeta, een stad in het koninkrijk Napels dat Alfons V recent had veroverd op de Fransen. In Gaeta mengde Burgio zich tussen de geleerden en schrijvers aan het hof. Het toeval wou dat de koning ziek te bed lag. De lijfartsen konden niets voor hem doen. Burgio bood zijn medische diensten aan. De koning genas en willigde de eisen van Burgio in. De stad Caltagirone kreeg koninklijke gunsten. Aan Burgio persoonlijk schonk de koning het recht om graanschuren te houden; tevens ontving Burgio voortaan inkomsten uit de abdij Santa Maria di Novaluce via een prebende. Burgio werd dus lekenabt.

### Aartsbisschop van Manfredonia
Volgens kroniekschrijvers leidde het contact met de abdij ertoe dat Burgio een kerkelijke carrière aanvatte. Op verzoek van koning Alfonso V kreeg Burgio het aartsbisdom Manfredonia in Apulië, koninkrijk Napels (1449). Van 1449 tot 1458 was Burgio er aartsbisschop. Hij knoopte goede relaties aan met zijn voorganger kardinaal Bessarione. 

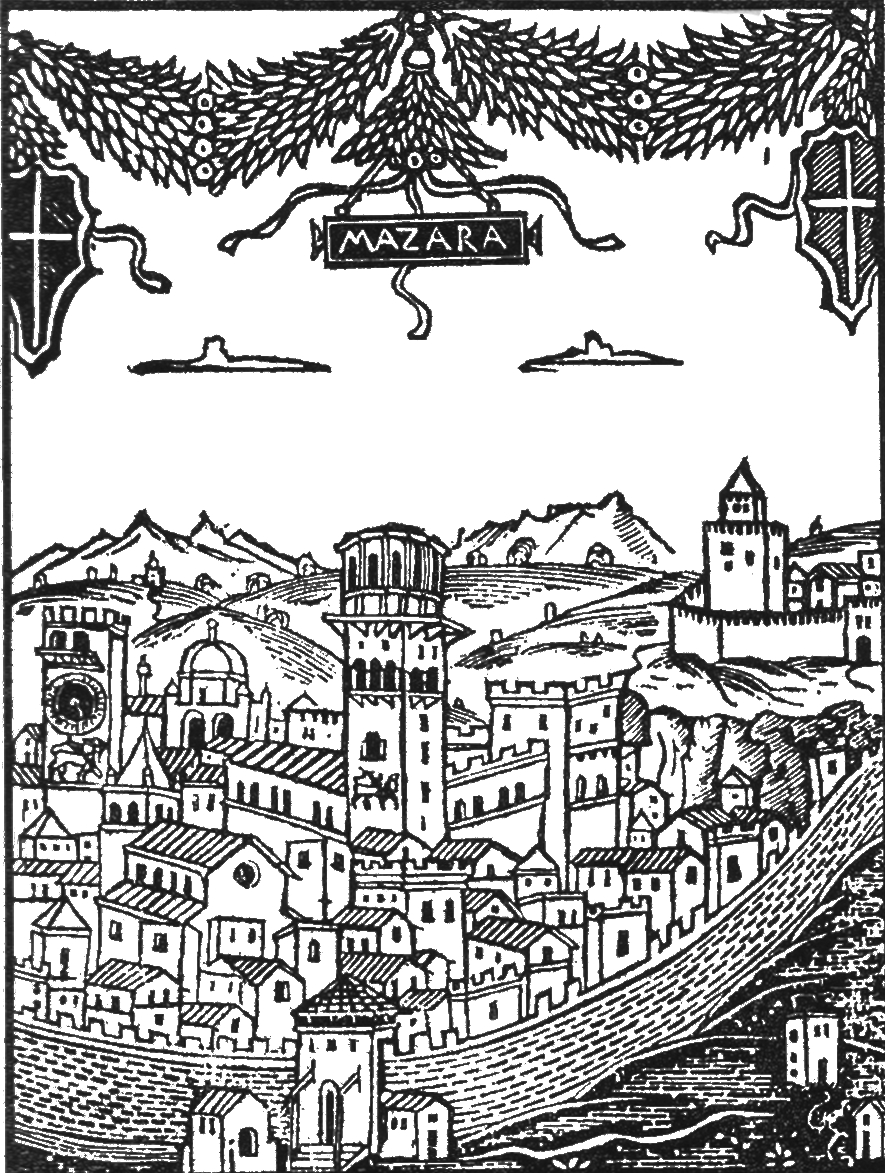
Mazara del Vallo, bisschopsstad van waaruit Burgio op diplomatieke missie ging.

### Aartsbisschop van Mazara
In 1458 volgde hij opnieuw Bessarione op, ditmaal als bisschop van Mazara in het koninkrijk Sicilië. Burgio kreeg de persoonlijke titel van aartsbisschop van Mazara. Bovendien bezorgde kardinaal Bessarione hem talrijke abdijen op Sicilië als bronnen van inkomsten. Van 1458 tot 1467 was hij aartsbisschop in Mazara. In 1464 stuurde onderkoning Bernardo Requesens en het hele parlement van Sicilië Burgio naar Aragon. Aartsbisschop Burgio trok naar het koninklijk hof in Zaragoza, geëscorteerd door Siciliaanse soldaten. Burgio steunde plechtig, namens Sicilië, de rechten op de troon van Ferdinand, later genoemd Ferdinand de Katholieke. Dit jonge kind was immers een zoon uit het tweede huwelijk van Johan II, namelijk met de admiraalsdochter Johanna Enriquez. Een gecontesteerde troonpretendent. Koning Johan II verleende aan de burgers van Caltagirone het recht wapens te dragen en hun stad te verdedigen. Daarnaast kreeg de stad het recht eigen rechters te benoemen, behalve voor zaken zoals valsmunterij, ketterij en hoogverraad aan de Kroon. Hiervoor bleven Spaanse rechters bevoegd. Burgio werd geprezen aan het hof. Hij werd aan opstandige Aragonese edellieden getoond als toonbeeld van loyauteit aan de Kroon van Aragon. De aartsbisschop keerde naar Sicilië terug met een koninklijke benoeming tot luitenant-generaal van de koning voor het koninkrijk Sicilië. Daarnaast ontving hij van de koning uitgestrekte terreinen. Dit werd genoemd Casale Bizir. Hiermee begon het grootgrondbezit van de bisschoppelijke troon van Mazara. 
Burgio werd een nauwe medewerker van onderkoning Ximénez de Urrea. Deze laatste verleende aan Caltagirone het recht om een verdedigingstoren te bouwen. Burgio reisde door naar Rome, waar paus Paulus II ziek te bed lag. Burgio genas hem en de paus verleende hem meerdere gunsten.

### Aartsbisschop van Palermo
In 1467 volgde de bevordering tot metropolitaan aartsbisschop van Palermo, de hoofdstad van het koninkrijk Sicilië. Met dit ambt verwierf Burgio de titel van primaat van Sicilië. Doch, een jaar later, kon Burgio zijn ambt niet uitvoeren wegens blindheid. In 1468 keerde hij naar zijn geboortestad Caltagirone terug, doch behield het aartsbisdom Palermo. Hij stierf in 1469, waarna hij werd begraven in de Chiesa di Santa Maria del Monte, destijds de hoofdkerk van Caltagirone. De senaat, de stadsadel en het volk waren massaal aanwezig. Op zijn grafzerk werd vermeld dat de stad hem eert.

## Werken
Burgio liet een klein boek drukken met filosofische tractaten; paus Paulus II sprak er lovend over. Daarnaast liet Burgio een manuscript na, getiteld Secreta verissima ad varios curandos morbidis, een medische handleiding waarin hij uit zijn ervaring sprak. 
Geen van zijn twee werken zijn bewaard gebleven. Ze worden door andere schrijvers vermeld.